# Ignace Heinrich
Ignace Heinrich   (Ebersheim, 31 de juliol de 1925 - Carnós de Provença, 9 de gener de 2003) fou un atleta francès, especialista en el decatló, que va competir entre 1947 i 1954.
El 1948 va prendre part en els Jocs Olímpics d'Estiu de Londres, on guanyà la medalla de plata en la prova del decatló del programa d'atletisme, rere Bob Mathias, que amb 17 anys es convertirà en el campió olímpic d'atletisme més jove de la història. Quatre anys més tard, als Jocs de Hèlsinki, hagué d'abandonar el decatló per culpa d'una lesió. En aquests Jocs fou l'encarregat de portar la bandera francesa en la cerimònia inaugural.
En el seu palmarès destaca una medalla d'or en la prova del decatló al Campionat d'Europa d'atletisme de 1950, per davant d'Örn Clausen i Kjell Tånnander. També guanyà set campionats nacionals, quatre de decatló (1947, 1948, 1949 i 1952), un de salt de llargada (1949), un de salt de perxa (1952) i un de 110 metres tanques (1952). Va millorar el rècord nacional de decatló en sis ocasions.

## Millors marques
- Decatló. 7.476 punts (1951)[6]